# NGC 144
NGC 144 là một Thiên hà xoắn ốc trong chòm sao Kình Ngư. Thiên hà này được phát hiện vào năm 1886 bởi Frank Muller.